# Gemmula amabilis
Gemmula amabilis é uma espécie de gastrópode do gênero Gemmula, pertencente a família Turridae.